# Iossif Michailowitsch Kulischer
Iossif Michailowitsch Kulischer (russisch Иосиф Михайлович Кулишер, deutsch Josef Kulischer; * 1. August 1878 in Kiew, Gouvernement Kiew, Russisches Kaiserreich; † 17. November 1933 in Leningrad, Sowjetunion) war ein russischer und sowjetischer Wirtschaftswissenschaftler.

## Leben
Iossif Kulischer kam als Sohn des jüdischen Historikers, Ethnografen und Anwalts Michail Ignatjewitsch Kulischer (1847–1919) im heute ukrainischen Kiew zur Welt. Er absolvierte 1900 die Juristische Fakultät der Universität Sankt-Petersburg und lehrte dort und an weiteren Bildungseinrichtungen von 1908 an Wirtschaftsgeschichte.
Kulischer verfasste Artikel zur wirtschaftlichen Situation der Juden im Mittelalter und zu Juden in der preußischen Seidenweberei im 18. Jahrhundert. Außerdem publizierte er Studien zur russischen und westeuropäischen Wirtschaft sowohl in russischer als auch in deutscher Sprache.

## Familie
Iossif Kulischer war der ältere Bruder des russisch-US-amerikanischen Soziologen Eugene M. Kulischer (1881–1956). Ein weiterer, jüngerer Bruder war der Rechtsanwalt und Soziologe Alexander Kulischer (1890–1942), der nach 1917 nach Paris emigrierte und 1942 im Konzentrationslager Drancy starb.